# Tanya Dooley
Tanya Dooley (* 8. Mai 1972) ist eine ehemalige US-amerikanische Leichtathletin, die sich auf den Sprint spezialisiert hat. Ihren größten Erfolg feierte sie mit dem Gewinn der Bronzemedaille in der 4-mal-400-Meter-Staffel bei den Hallenweltmeisterschaften 1995 in Barcelona.

## Sportliche Laufbahn
Erste internationale Erfahrungen sammelte Tanya Dooley vermutlich im Jahr 1991, als sie bei den Panamerikanischen Juniorenmeisterschaften in Kingston mit der US-amerikanischen 4-mal-400-Meter-Staffel in 3:34,43 min die Silbermedaille gewann. 1995 startete sie mit der Staffel bei den Hallenweltmeisterschaften in Barcelona und gewann dort in 3:31,43 min gemeinsam mit Nelrae Pasha, Kim Graham und Flirtisha Harris die Bronzemedaille hinter den Teams aus Russland und Tschechien.

## Persönliche Bestleistungen
- 400 Meter: 52,73 s, 4. März 1995 in Atlanta
- 800 Meter: 2:04,96 min, 28. Februar 1997 in Atlanta